# Darin (släkt)
Darin är en svensk prästsläkt som härstammar från prästen Magnus Darin, kyrkoherde i Norra Vrams socken. 

## Ursprung
Släkten härstammar från släkten von Gülich, då Magnus Darin gör det. 

## Medlemmar
- Magnus Darin (1678-1742), kyrkoherde i Norra Vrams socken.
- Lars Magnus Darin (1708-1752), kyrkoherde i Farhult socken.
- Petrus Darin (1715-1772), kyrkoherde i Hammarlövs socken.
- Bernt Darin (1743-1820), präst